# Vlksice
Vlksice (en allemand : Wilksitz) est une commune du district de Písek, dans la région de Bohême-du-Sud, en République tchèque. Sa population s'élevait à 143 habitants en 2020.

## Géographie
Vlksice se trouve à 29 km au nord-est de Písek, à 57 km au nord de České Budějovice et à 67 km au sud de Prague.
La commune est limitée par Chyšky au nord-ouest et au nord, par Nadějkov à l'est, par Božetice au sud, et par Přeštěnice à l'ouest.

## Histoire
La première mention écrite du village date de 1291.

## Transports
Par la route, Vlksice se trouve à 9,5 km de Milevsko , à 39,5 km de Písek, à 67,5 km de České Budějovice et à 93 km de Prague.